# La Boissière-d'Ans
La Boissière-d'Ans är en kommun i departementet Dordogne i regionen Nouvelle-Aquitaine i sydvästra Frankrike. Kommunen ligger i kantonen Thenon som tillhör arrondissementet Périgueux. År 2018 hade La Boissière-d'Ans 219 invånare.

## Befolkningsutveckling
Antalet invånare i kommunen La Boissière-d'Ans
Referens:INSEE